# Brian Matusz
Brian Matusz (Grand Junction, Colorado; 11 de febrero de 1987 – 7 de enero de 2025) fue un beisbolista estadounidense que jugó siete temporadas con dos equipos en la MLB en la posición de pitcher: Baltimore Orioles y Chicago Cubs. Fue medallista de plata en los Juegos Panamericanos de 2007 y ganador de la Serie Mundial de 2016. 

## Carrera
A nivel universitario jugó para los San Diego Toreros donde fue abridor, además de finalista por el premio al lanzador del año en 2008.
Los Baltimore Orioles seleccionaron a Matusz en la cuarta posición global del Draft de 2008 de la MLB, y después Matusz firma su contrato el 15 de agosto de 2008, en la fecha límite de firma de contratos para novatos.
En la primavera de 2009 fue invitado a los entrenamientos de primavera de los Orioles. En junio de ese año fue promovido al equipo Single-A (Frederick Keys) para luego pasar al equipo Double-A Bowie Baysox. En su primer partido ponchó a 10 bateadores el 17 de junio. Matusz fue llamado el noveno mejor prospecto de mediados de 2009 por Baseball America. Antes de la temporada 2010 Baseball America lo colocó como el quinto mejor prospecto del béisbol.
Matusz hizo su debut oficial en la MLB el 4 de agosto de 2009 ante los Detroit Tigers. En ese partido Matusz lanzó cinco innings en donde permitió seis hits, le anotaron una carrera y ponchó a cinco y logró la victoria. Fue seleccionado como el lanzador abridor del equipo ideal de novatos por Baseball America.
Matusz se perdió los primeros dos meses de la temporada 2011 por una lesión. Luego de la lesión tuvo seis aperturas donde tuvo un récord de 1–4 con efectividad de 7.00 antes de ser enviado al equipo de Triple-A de Norfolk el 30 de junio para mejorar su velocidad. Luego de regresar al primer equipo su registro pasó a ser de 1–7 con 9.84 de ERA, por lo que fue removido de la rotación de abridores en septiembre.
Matusz en 2012 inició en la rotación de abridores, pero fue relegado a relevista en agosto. Como relevista Matusz tuvo buenos números, ponchó a 19 y su efectividad fue de 1.35 en 18 apariciones. Tampoco permitió hits con corredores en base. Lanzó los últimos tres meses con una lesión abdominal. En octubre fue operado para atender la lesión y estar listo para los entrenamientos de primavera.
En 2013 Matusz pasó a ser relevista permanente, donde tuvo actividad en 65 partidos. Su récord fue de 2–1 con 3.53 de ERA con los Orioles.
El 23 de mayo de 2015 Matusz fue expulsado en el partido ante los Miami Marlins en la 12° inning por tener una sustancia extraña en su brazo de lanzar. Fue el segundo lanzador en ser expulsado en esa semana por la misma causa, por lo que fue suspendido por ocho partidos. En esa temporada su efectividad fue de 2.94 con 10.29 ponches por nueve entradas en 58 apariciones como relevista. El 4 de febrero de 2016 Matusz y los Orioles acordaron una extensión de contrato por un año para evitar el arbitraje.
El 23 de mayo de ese año los Orioles cambiaron a Matusz junto a la selección 76 del draft de 2016 a los Atlanta Braves por los lanzadores de ligas menores Brandon Barker y Trevor Belicek. Los Braves designaron a Matusz por asignación tras el cambio. El 15 de junio de 2016 los Chicago Cubs contrataron a Matusz y lo colocaron el ligas menores. Los Cubs colocaron a Matusz como abridor en las ligas menores rras sus números de 2012. El 30 de julio de 2016 los Cubs llamaron a Matusz al primer equipo para el partido ante los Seattle Mariners del 31 de julio, Pero luego de un mal partido los Cubs lo pusieron en asignación al día siguiente. Después fue colocado en waivers y enviado al equipo de Triple-A Iowa Cubs. En ese año los Cubs ganaron la Serie Mundial de 2016 y con solo haber lanzado un partido en esa temporada, recibió su anillo de campeón. Matusz pasó a la agencia libre el 7 de noviembre.
El 13 de febrero de 2017 Matusz firma un contrato de ligas menores con los Arizona Diamondbacks. En 11 partidos con el equipo de Triple–A Reno Aces tuvo 6.11 de ERA con 13 ponches en 17 2⁄3 innings. El 16 de mayo Matusz fue cortado por los Diamondbacks.
El 23 de julio de 2019 Matusz firma con los Acereros de Monclova de la Liga Mexicana de Béisbol. Tuvo una apertura en la que lanzó tres innings donde permitió cinco hits y le anotaron cinco carreras (15.00 ERA) con tres bases por bola y ponchó a dos.
El 2 de agosto de 2019 Matusz fue contratado por los Long Island Ducks de la Atlantic League of Professional Baseball. En 46 2⁄3 innings en nueve partidos tuvo un récord de 2–3 con 4.05 de ERA y 45 ponches.

## Muerte
Brian Matusz murió el 7 de enero de 2025 en Phoenix, Arizona. Los Orioles de Baltimore lo anunciaron en un comunicado y no dieron ninguna causa oficial de su muerte.